# Ґурунґ (мова)
Ґурунґ (самоназва: तमु क्यी, Tamu Kyi) — діалектний континуум, що складається з двох діалектів, східний ґурунґ (ISO 639-3: ggn) і західний ґурунґ (ISO 639-3: gvr), взаєморозуміння між якими обмежене. Загальна кількість носіїв обох діалектів в Непалі, за даними перепису 1991 року, становить 227918 осіб, мова також поширена на деяких ділянках прикордонних з Непалом територій Індії. Ймовірно, розповсюдження діалектів ґурунґ не збігається з приналежністю до народності ґурунґ.
Мова належить до тибето-бірманських мов. Писемність зазвичай на основі деванагарі.